# Antigua og Barbudas politik
Antigua og Barbudas politik udspiller sig i en føderalt parlamentarisk repræsentativt-demokratisk konstitutionelt monarki, hvor premierministeren er regeringschef og står til ansvar for et flerpartisk parlament. Den lovgivende magt ligger hos regeringen og de to kamre i parlamentet.
Siden 1949 har partisystemet været præget af det personalistiske Antigua Arbejderparti. Antigua og Barbuda har en lang historie af hårde valgkampe, hvoraf to har forårsaget fredelige, omfattende skift i regeringen. Oppositionen har dog påstået at være blevet modarbejdet af Arbejderpartiets længereværende monopol og dets kontrol over de elektroniske merider. I 2004 lykkedes det dog for det Forenede Progressive Parti at vinde valget og få flertal.
Antigua og Barbudas forfatning sikrer ytrings-, tryknings-, religions-, bevælgelses- og forsamlingsfrihed. Nationen er medlem af det østcaribiske retssystem.

## Statsoverhoved
Som statsoverhoved er Kong Charles III repræsenteret i Antigua og Barbuda via en generalguvernør, som taler for ham i parlamentet og ministerrådet.

## Lovgivende forsamling
Antigua og Barbuda har nationale valg til den lovgivende forsamling: Antigua og Barbudas parlament. Det er et tokamret parlament med Repræsentanternes Hus ("underhuset"), der har 19 medlemmer, heraf er de 17 direkte valgte hvert 5. år, 1 medlem er ex-officio samt 1 formand, og senatet, som har 17 udpegede medlemmer.

## Udøvende magt
Premierministeren er lederen af flertalspartiet i Repræsentanternes Hus og har et ministerråd. Premierministeren og ministerrådet er ansvarlige over for parlamentet. Valg skal afholdes mindst hvert femte år, men premierministeren kan når som helst inden da udskrive valg.

## Politiske partier og valg
Seneste valg var parlamentsvalget i 2004, hvor den nuværende premierministers parti, Forenet Progressivt Parti, fik absolut flertal med 52,9% af stemmerne.

## Geopolitiske enheder
Antigua og Barbuda er opdelt i 6 verdslige sogne (fra engelsk: parish) og 2 territorier (markeret med *):
- Barbuda*
- Redonda*
- Saint George
- Saint John
- Saint Mary
- Saint Paul
- Saint Peter
- Saint Philip

## Deltagelse i internationale organisationer
ACP, C, CARICOM, CDB, ECLAC, FAO, G-77, IBRD, ICAO, ICC, ICFTU, ICRM, IFAD, IFC, IFRCS, ILO, IMF, IMO, Intelsat, Interpol, IOC, ITU, NAM (observatør), OAS, OECS, OPANAL, FN, UNCTAD, UNESCO, UPU, WCL, WFTU, WHO, WMO, WTrO